# Самсоново (Вологодская область)
Самсоново — деревня в Устюженском районе Вологодской области.
Входит в состав Залесского сельского поселения, с точки зрения административно-территориального деления — в Залесский сельсовет.
Расстояние по автодороге до районного центра Устюжны — 27 км, до центра муниципального образования деревни Малое Восное — 7 км. Ближайшие населённые пункты — Большое Помясово, Глухово-1, Глухово-2, Малое Помясово.
Население по данным переписи 2002 года — 3 человека.